# 특별수사반 박쥐
"특별수사반 박쥐"(Special Investigator Bat)는 한국에서 제작된 김인수 감독의 1977년 드라마 영화이다. 김원섭 등이 주연으로 출연하였고 황영실 등이 제작에 참여하였다.

## 출연

### 주연
- 김원섭
- 서희
- 이낙훈
- 이강조

### 조연
- 이종만
- 진봉진
- 남성훈
- 유준상
- 박영연
- 박과현

## 기타
- 제작부장: 차길
- 촬영부: 장석훈
- 촬영부: 임흥열
- 조명: 최원근
- 조명: 박창호
- 조명부: 최재훈
- 조명부: 김광수
- 미술: 이봉선
- 소품: 김태욱